# Chrysophyllum parvulum
Chrysophyllum parvulum är en tvåhjärtbladig växtart som beskrevs av Henri François Pittier. Chrysophyllum parvulum ingår i släktet Chrysophyllum och familjen Sapotaceae. IUCN kategoriserar arten globalt som nära hotad. Inga underarter finns listade i Catalogue of Life.